# Todmorden
Todmorden (Aussprache [ˈtɒdmədən]; lokal auch ˈtɒdmɔːdən) ist eine Kleinstadt im Metropolitan Borough Calderdale der englischen Grafschaft West Yorkshire. Sie hatte 2022 gemäß Volkszählung 15.793 Einwohner.
Der Name der Stadt wird auf den Personennamen Totta zurückgeführt und bedeutet so viel wie „Tottas Grenztal“.
Der Fluss Calder teilt sie in die traditionellen Grafschaften Englands Lancashire und Yorkshire. Ab 1888 wurde die Stadt jedoch aus praktischen Gründen durch das West Riding of Yorkshire verwaltet und von 1974 bis 1986 wurde Todmorden durch West Yorkshire County Council verwaltet. Seit dessen Abschaffung ist die oberste Gebietskörperschaft das Metropolitan Borough Calderdale. Da der Hauptteil Todmordens auf der nordwestlichen Seite des Calders liegt und auch in Postanschriften der Zusatz „Lancashire“ verwendet wurde, fühlen sich die Bürger der Stadt eher dieser Grafschaft angehörig.
Todmorden ist Partnerstadt von Bramsche im Landkreis Osnabrück in Deutschland sowie von Roncq im Département Nord in Frankreich.

## Geschichte

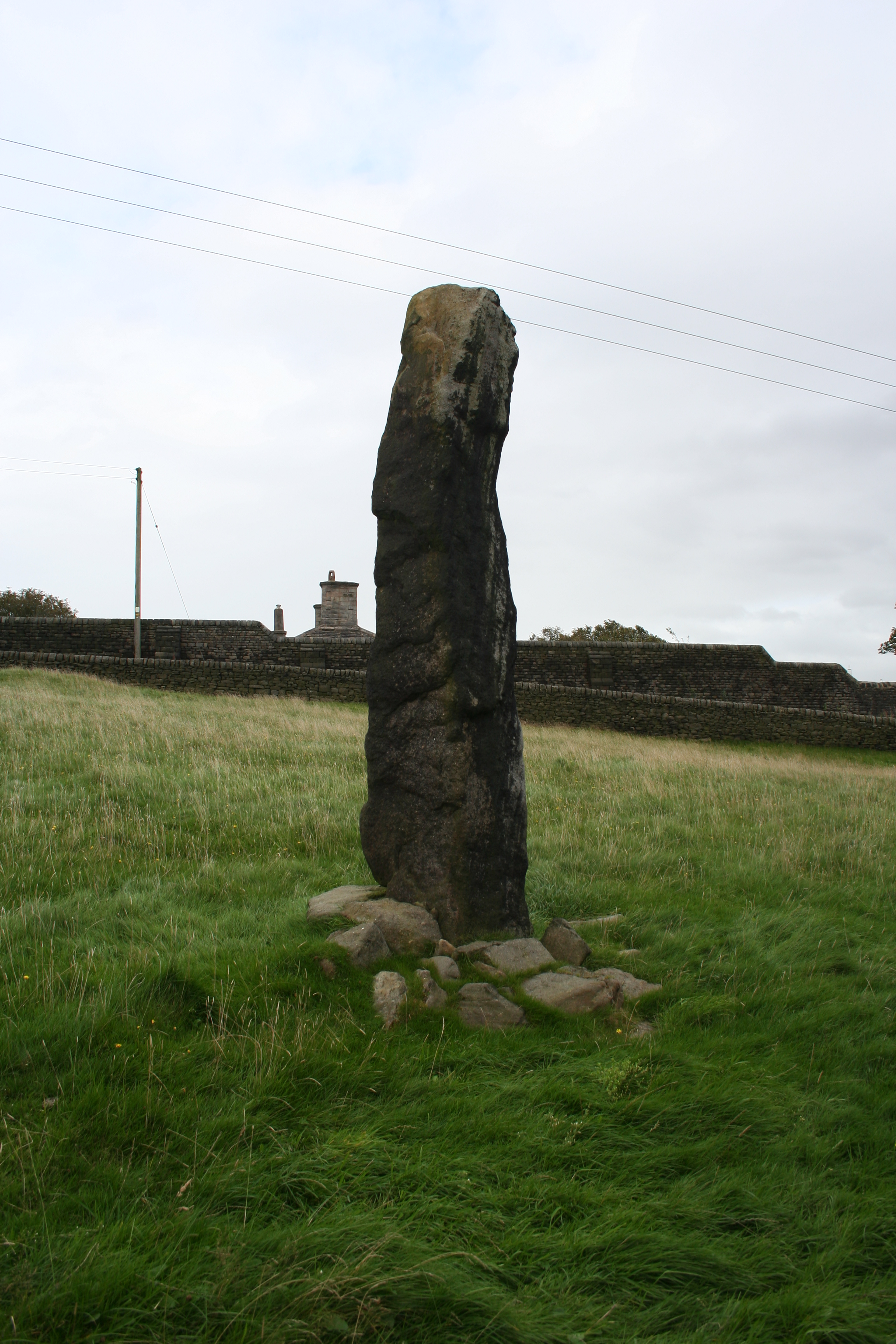
Einer der Menhire von Stones

Das Gebiet war bereits in der Bronzezeit besiedelt, wovon der 1898 durch J. Lawson Russell ausgegrabene Ring Cairn Blackheath Barrow und der Menhir von Stones Farm zeugen.
Erstmals urkundlich erwähnt wurde Todmorden im Domesday Book. Es handelte sich um eine landwirtschaftliche Streusiedlung auf den Anhöhen um den Zusammenfluss dreier Täler der Pennines.
Bis ins 18. Jahrhundert war Todmorden durch Landwirtschaft und Wollverarbeitung geprägt. Verbesserungen der Textilmaschinen, die reichlich vorhandene Wasserkraft der Flüsse aus den Pennines und die Nähe zu Manchester begünstigten den Übergang zur Baumwollverarbeitung, verbesserte Verkehrsverhältnisse durch bessere Straßen, die Inbetriebnahme des Rochdale Canal 1804 und die Eröffnung der Manchester and Leeds Railway 1841 trieben die Industrialisierung weiter voran. Eine weitere Bahnstrecke nach Burnley wurde 1849 eröffnet und 1862 vervollständigte eine Verbindung zwischen Stansfield Hall und Hall Royd das Gleisdreieck.
Mit der industriellen Revolution verlagerten sich Gewerbe und Bevölkerungsschwerpunkt ins Tal. Besonders einflussreich war die Industriellenfamilie Fielden. 1907 wurde in Todmorden als zweiter Stadt auf den Britischen Inseln der öffentliche Nahverkehr mit Autobussen aufgenommen.
Der wirtschaftliche Niedergang der ehemals bedeutenden Tuchindustrie begann langsam nach dem Ersten Weltkrieg und beschleunigte sich nach dem Zweiten Weltkrieg. Er führte dazu, dass nach der Schließung zahlreicher Fabriken Todmorden heutzutage vor allem als Pendlerwohnort für die umliegenden Großstädte Manchester, Leeds und Bradford dient.

## Söhne und Töchter der Stadt
- John Ramsbottom (1814–1897), Erfinder
- Samuel Fielden (1847–1922), methodistischer Prediger, Sozialist, Anarchist und Aktivist
- Ezra Jenkinson (1872–1947), Komponist und Violinist
- John Mitchell Nuttall (1890–1958), Physiker
- John Cockcroft (1897–1967), Nobelpreisträger für Physik 1951
- Wilfred Judson (1902–1980), Richter des Obersten Bundesgerichts von Kanada
- Norman Culpan (1906–2005), Autorennfahrer
- Geoffrey Wilkinson (1921–1996), Nobelpreisträger für Chemie 1973
- Peter Lever (1940–2025), Cricketspieler
- Keith Emerson (1944–2016), Musiker und Mitglied von Emerson, Lake and Palmer
- John Helliwell (* 1945), Musiker und Mitglied von Supertramp
- Harold Shipman (1946–2004), praktischer Arzt und Serienmörder
- Rebecca Taylor (* 1975), Politikerin